# تعدين النحاس في الولايات المتحدة

الولايات المتحدة إنتاج النحاس الأولي 1900-2008. المصدر: USGS

مناجم أمريكية تنتج النحاس في عام 2003 إما سلعة أولية أو ثانوية. (ألاسكا وهاواي لم تنتج أي نحاس في عام 2003.) المصدر: USGS

استخراج النحاس في الولايات المتحدة صناعة رئيسية منذ نهوض منطقة النحاس في شمال ميشيغان في أربعينيات القرن التاسع عشر. في عام 2014 أنتجت الولايات المتحدة 1.37 مليون طن متري من النحاس بقيمة 9.7 مليار دولار مما يجعلها رابع أكبر منتج للنحاس في العالم بعد تشيلي والصين وبيرو. تم إنتاج النحاس من 27 منجم في الولايات المتحدة. وكانت أعلى الولايات المنتجة للنحاس في عام 2014 (في ترتيب تنازلي) أريزونا ويوتا ونيو مكسيكو ونيفادا ومونتانا. وجاء الإنتاج الصغرى أيضا من أيداهو وميزوري. اعتبارا من عام 2014 كان لدى الولايات المتحدة 35 مليون طن من الاحتياطيات المتبقية من النحاس وخامس أكبر احتياطيات النحاس المعروفة في العالم بعد شيلي وأستراليا وبيرو والمكسيك.
ويستخدم النحاس في الولايات المتحدة بشكل رئيسي في البناء (43٪) والمعدات الكهربائية (19٪). وفي عام 2014 أنتجت البلاد 69٪ من النحاس الذي تستخدمه والاعتماد على الواردات من شيلي وكندا وبيرو والمكسيك عن 31٪ المتبقية.
وازداد نشاط تعدين النحاس في أوائل العقد الأول من القرن الحالي بسبب ارتفاع الأسعار: ارتفع السعر من متوسط قدره 0.76 دولار للرطل لعام 2002 إلى 3.02 دولار للرطل لعام 2007.
يتم استرداد عدد من المنتجات الثانوية من تعدين النحاس الأمريكي وفي عام 2013 أنتجت تعدين النحاس الأمريكي 28,500 طن متري من الموليبدينوم بقيمة حوالي 700 - 800 مليون دولار أي 47٪ من إجمالي الإنتاج الأمريكي. وفي عام 2014 أنتجت تعدين النحاس حوالي 15 طن متري من الذهب بقيمة 600 مليون دولار والتي تمثل 7٪ من إنتاج الذهب الأمريكي. وشملت المنتجات الثانوية الأخرى لعملية استخراج النحاس الفضة وكميات ضئيلة من معادن الرينيوم ومعادن البلاتين. ويتم استرداد حمض الكبريتيك في مصاهر النحاس.

## جودة الخام

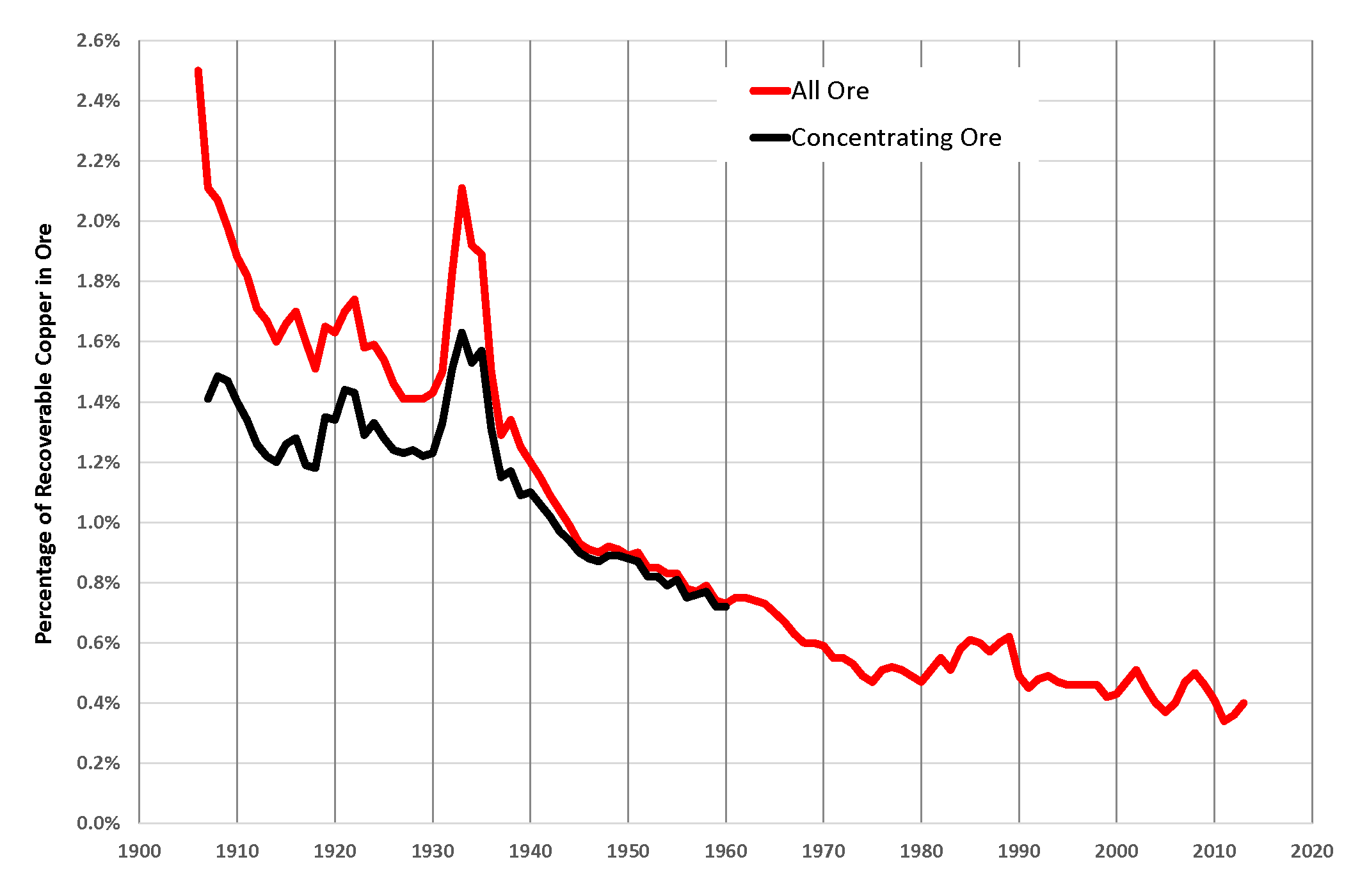
متوسط درجة خام النحاس في الولايات المتحدة.

من بداية استخراج النحاس في منطقة نحاس ميشيغان وقد تم تقسيم الخام إلى فئتين: وكانت الصخور ذات المحتوى العالي من النحاس خام الصهر وتسمى أيضا خام الشحن المباشر ولم تتطلب أي علاج قبل الذهاب إلى المصهر والصخور ذات المحتوى القليل من النحاس كان يسمى خام الطحن أو خام التركيز. وفصل معادن الخام من الصخور النفايات لإنتاج النحاس المركز والتي تم إرسالها إلى المصهر.
ونظرا لأن المعادن الفلزية لديها جاذبية محددة أعلى من معظم المعادن الشديدة (النفايات) فإن تركيز خام الطحن قد تم في أصناف متنوعة من الجاذبية. واستخدمت الحزم في وقت مبكر في مناجم نحاس ميشيغان واستخدم التعدين النحاسي اللاحق آليات محسنة لتصنيف الجاذبية بما في ذلك المناجم والمخططين وطاولات ويلفلي.
وقد حدث تطور ثوري في تعدين النحاس الأمريكي عندما قام مهندس التعدين دانيال كوان جاكلينغ بتصنيع جسم خام النحاس الضخم ولكنه منخفض الدرجة في وادى بينغهام بولاية يوتا باستخدام مجارف البخار في التعدين السطحى. وكانت مجارف البخار قد استخدمت من قبل في مناجم الحديد في نطاق ميزابي في مينيسوتا ولكنها لم تستخدم في تعدين النحاس. وتأسست جاكلينج شركة يوتا للنحاس في عام 1903 وفي عام 1906 بدأت الحفر. ومنذ البداية كان منجم وادى بينغهام أحد أهم مناجم النحاس المنتجة في العالم وعاد خام استخراج جيد للربح مع النحاس أقل من اثنين في المئة. وتم نسخ التعدين بواسطة نموذج مفتوح باستخدام الميكنة على نطاق واسع من قبل مناجم أمريكية أخرى في إلي (نيفادا) (1908) سانتا ريتا (نيو مكسيكو) (1910) ووأجو (أريزونا) (1917). وكان إنتاج هذه المناجم بأكملها ذو جودة منخفضة وتم اعتماد التعدين السطحى لرواسب النحاس في جميع أنحاء العالم.
في 1910s و 1920s اعتمدت مصانع النحاس طريقة التعويم الزبدي التي تم تطويرها في أستراليا. في حين أن أساليب الجاذبية القديمة من التركيز باستخدام التهزهر وطاولة ويلفلي تعافى 60 إلى 80 في المئة من النحاس في الخام والتعويم الزبدى يعافى 90 إلى 95 في المئة. كان وادى بينغهام مطحنة تثبيت التعويم الزبدي في عام 1918.
وقد أصبح التعدين على نطاق واسع من مواد الخام منخفضة المستوى سائدا وانخفضت كمية مناجم خام الشحن المباشر بشكل كبير في النصف الأول من القرن العشرين وبحلول عام 1960 كانت مساهمة خام الشحن المباشر ضئيلة. وأتاحت التحسينات في مجال التعدين منخفضة التكلفة ومعالجة الخام انخفاض متوسط درجة خام الطحن.

## مصاهر
هناك ثلاثة مصاهر تعمل النحاس في الولايات المتحدة.
- أساركو (أريزونا)
- كينكوت يوتا للنحاس (يوتا)
- فيلبس-دودج ميامي (أريزونا)

الولايات المتحدة هي شبكة المصدر لخام النحاس والنحاس المركز. وفي عام 2015 من أصل 1.25 مليون طن متري من معدن النحاس المستخرج من المناجم تم تصدير 320 ألف طن من النحاس في شكل خام ليتم صهرها وتنقيحها في أماكن أخرى.

## حسب الولاية

### ألاباما
اكتشف منجم ستون هيل (المعروف أيضا باسم منجم وودز) في عام 1874 وعمل من 1874 إلى 1879 ومن 1896 إلى 1899. وتعطل الإنتاج بسبب سوء النقل. والخام هائل والكبريتيدات منتشرة في هورنبلند شيست من عصر ما قبل الكامبري أو الحقبة الأولية. ومعادن الخام الرئيسية هي كالكوبيرايت وسفاليريت والتي تحدث مع البيريت والكوارتز. اثنين من آفاق النحاس الأخرى وهما احتمال جونستون واحتمال سميث في مكان قريب ولكن ليس من المعروف أن أي النحاس كان ينتج منها.

### ألاسكا

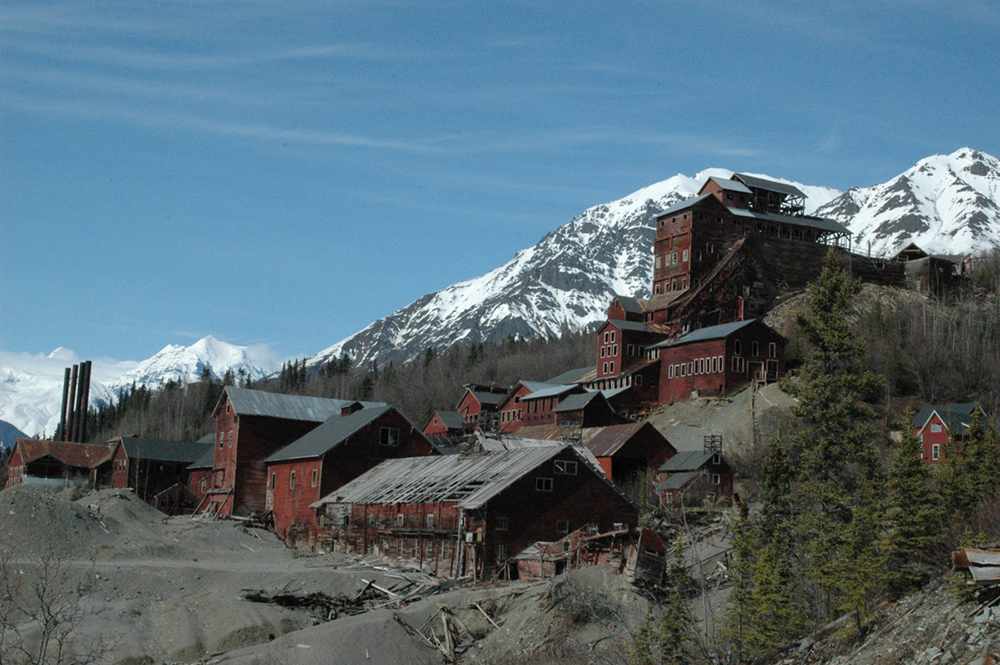
مناجم كينيكوت في الجبال إلى الشرق.

ألاسكا ليست حاليا منتجة للنحاس بشكل كبير.
اكتشف المستكشفون الروس النحاس في شبه جزيرة كسان في جزيرة ويلز في جنوب شرق ألاسكا حوالي عام 1865. بدأ التعدين في الفترة من 1895-1900 واستمر حتى فترة وجيزة من الحرب العالمية الأولى. النحاس موجود كا الكالكوبيرايت الذي يحدث مع ماغنيتيت والبيريت والجارنيت وإيبيدوت وديوبسيد وهورنبلند في الرواسب البديلة في جرينستون. وتم استرداد الذهب والفضة كمنتجات ثانوية.
تم اكتشاف النحاس في مضيق الأمير ويليام في عام 1897.وارتبطت الرواسب مع وسائد البازلت المتغيرة إلى جرينستون. البازلت المتشابك مع رواسب الجريواك وأردواز ووداخلها الصخور الجرانيتية. وكانت المناجم الرئيسية منجم بيتسون بونانزا ومنجم إلامار والتي تمثل 96٪ من النحاس المنتجة. كانت هناك مناجم أخرى مثل منجم ميداس بالقرب من فالديز ومنجم ثريمان ومنجم فيدالغو في ألاسكا. وبدأ التعدين في عام 1900 واستمر حتى عام 1930 وبلغ الإنتاج الكلي 96,000 طن من النحاس.
تاريخيا كانت أكبر منطقة تعدين للنحاس في ألاسكا هي منطقة نيزينا حيث كانت المناجم الرئيسية (منجم إيري ومنجم جامبو ومنجم بونانزا ومنجم ماود لودي ومنجم غرين بوت) في كينكوت بألاسكا على بعد أربعة أميال إلى الشمال من مكارثي. النحاس موجود على هيئة كالكوسيت في الأوردة والرواسب الغير منتظمة في الحجر الجيري في العصر الترياسى. كما تم إنتاج بعض الفضة كمنتج ثانوي. وأدى المنجم في كينيكوت إلى شركة كينيكوت للنحاس التي فاقت المنجم ولا تزال شركة تعدين رئيسية وتم اكتشاف رواسب خام النحاس في عام 1900 وبمجرد بناء خط السكك الحديدية عمل المنجم من 1911 إلى 1938 وبعد ذلك أصبح كينيكوت مدينة أشباح. المدينة هي الآن معلم تاريخي وطني.
منجم بيبل هو منجم النحاس والذهب والموليبدينوم المقترح. والرواسب عبارة عن مستودع كبير من النحاس والموليبدينوم وإذا ما تم تطويره سيكون منتجا رئيسيا لتلك المعادن.

### أريزونا

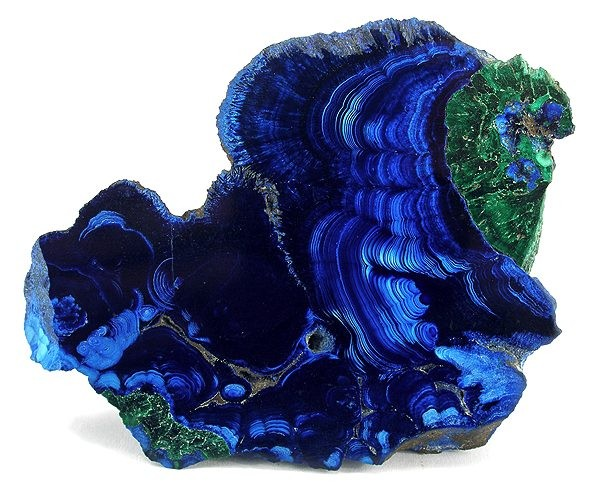
عينة أزوريت - مالاكيت مذهلة من بيسبي

كانت أريزونا منتجا رئيسيا للنحاس منذ القرن التاسع عشر وفي عام 2006 كانت ولاية أريزونا الدولة الرائدة المنتجة للنحاس في الولايات المتحدة حيث حققت رقما قياسيا بقيمة 5 مليارات دولار من النحاس.

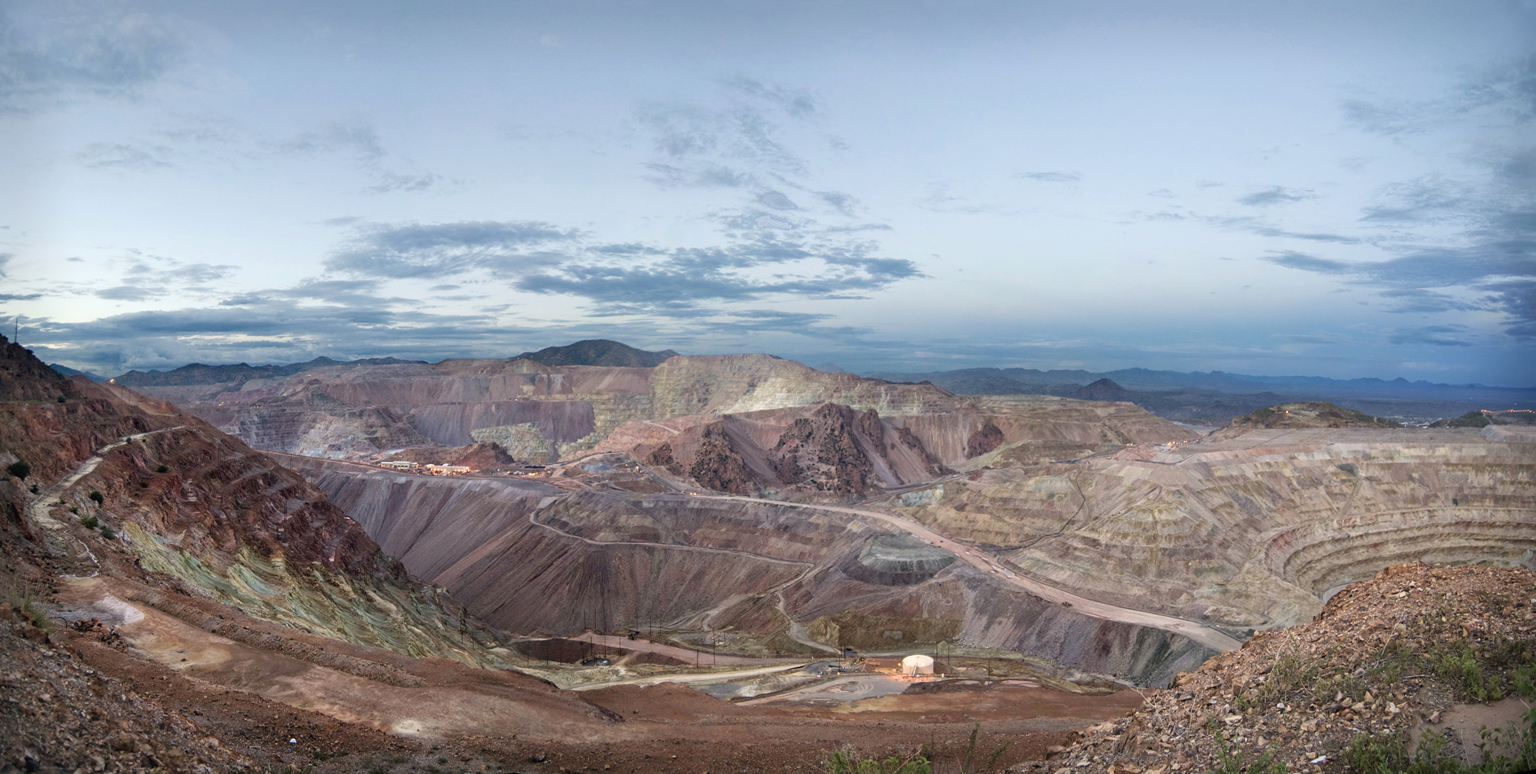
منجم مورنسي حاليا تنتج معظم النحاس من أي منجم في أمريكا الشمالية.

أكثر من 60٪ من النحاس المستخرج حديثا في الولايات المتحدة يأتي من ولاية اريزونا. عندما تداول النحاس بمتوسط 3.30 دولار / رطل. أنتج إنتاج النحاس ما يقرب من 5 مليارات دولار لاقتصاد ولاية اريزونا في عام 2006 و 5.5 مليار دولار في عام 2007.
وكان أول معدن يتم استخراجه في أريزونا كما هو الحال في العديد من المناطق الأخرى الذهب. وكانت الفضة أيضا بارزة في مدينتي توباك وسوبريور. ومع ذلك فإن أريزونا سوف تكون معروفة بشكل بارز لنحاسها الذي سيصبح في نهاية المطاف يعرف باسم واحد من الخمسة أوالموارد.
وكان أول اكتشاف للنحاس كان هنري كليفتون في المنطقة المعروفة الآن باسم كليفتون في عام 1864. لم يدع أي ادعاء هناك بسبب تهديد الهجوم الهندي. في عام 1870 روى روبرت ميتكالف مطالبة هناك ثم باعت السيطرة على مصلحة هنري وتشارلز ليسينسكي. وقد شكلوا فيما بعد شركة لونغفيلو لتعدين النحاس في مدينة نيو مكسيكو. وأقاموا معسكرا وسميها كليفتون. أصبحت كليفتون في وقت لاحق واحدة من أكبر المجتمعات لتعدين النحاس في ولاية اريزونا.
هذا الاستخدام الجديد من النحاس أدى إلى ازدهار واحدة من أعظم موارد ولاية أريزونا. بحلول عام 1910 أريزونا أنتجت النحاس أكثر من أي دولة أخرى في البلاد. ومن شأنه أن يؤجج في نهاية المطاف الكثير من نضالاتها السياسية. وتمثل عمليات ترحيل جيروم في عام 1917 كيف كان عمال المصانع ومصنعو المصانع يعارضون بعضهم البعض.
تم تمويل منجم النحاس فيرد في جيروم(أريزونا) من قبل الرأسماليين الشرقيين وقد اشترى واى كلارك الذي حصل على ثروته في بوتي 99٪ من مخزون منجم يونيتيد فيرد. وفي نهاية المطاف أنها أسفرت عن النحاس والفضة والذهب بلغ مجموعها 410,000,000 $. وكان واى كلارك مالك أغنى منجم نحاس مملوك بشكل فردي في العالم. بعد أن أغلقت مناجم جيروم ولدت من جديد كمجتمع الفنان.
12 مناجم للنحاس نشطة في ولاية أريزونا حيث توظيف ما يقرب من 10,000 عامل وليس بما في ذلك المقاولين والمقاولين من الباطن. ونصف نحاس أريزونا هو المستخرج من مورنسي. ومن المتوقع أن يبدأ إنتاج تسعة مناجم للنحاس في السنوات القادمة. ومن المتوقع أن يوفر مشروع النحاس بالقرب من متفوقة 25٪ من الطلب الأمريكي على النحاس بعد أن يبدأ الإنتاج.

### كاليفورنيا
تم اكتشاف النحاس لأول مرة في ولاية كاليفورنيا في عام 1840 في مقاطعة لوس أنجلوس. حيث أن المنجم في سوليداد أنتج كمية صغيرة من النحاس في عام 1854.
منجم نابليون في كوبيروبوليس في مقاطعة كالافيراس افتتح في عام 1860 وكان مثمرا بحيث أشعلت طفرة الازدهار في خصائص استخراج النحاس من 1862 إلى 1866 وحفزت طفرة الازدهار تطوير مناجم النحاس على طول نطاق النحاس فوثيل، بطول 250 ميل منطقة من رواسب النحاس في سفوح سييرا نيفادا التي تعمل من مقاطعة بوت في الشمال الغربي إلى مقاطعة فريسنو في الجنوب الشرقي. وتوقف الإنتاج تقريبا بعد عام 1868 عندما تم استنفاد الخام المؤكسد ووجد أن خامات الكبريتيد كانت أكثر فقرا في الذهب والفضة. وحقق ذلك المنجم 91 ألف طن من النحاس و 23 ألف طن من الزنك.
وجاء معظم إنتاج النحاس في كاليفورنيا من منطقة غرب شاستا في شمال كاليفورنيا واكتشف منقبون الذهب رواسب النحاس في مقاطعة شاستا في عام 1848 ولكن لم يتم إنتاج أي معدن حتى عام 1879 وعندما تم إنتاج بعض الفضة من منجم جبل الحديد كان النحاس في رواسب كبريتيد ضخمة في ريوليت بالاكلالا العصر الديفوني وكانت المناجم الرئيسية منجم الجبل الحديدي ومنجم الماموث وومنجم بالاكلالا. بدأ إنتاج النحاس في عام 1894 واستمر حتى عام 1976. وبلغ الإنتاج الكلي 320 ألف طن من النحاس و 93 مليون جنيه من الزنك و 36 مليون أوقية من الفضة و 520 ألف أوقية من الذهب. وأنتجت المنطقة أيضا البيريت لحامض الكبريتيك.
وكان منجم جبل الجزيرة في مقاطعة ترينيتي يعمل من 1915 إلى 1930 وأنتج 4100 طن من النحاس و 140,000 أوقية من الفضة و 8,600 أوقية من الذهب. وخامة هي ترسيب كبريتيدات هائل من البيريت والكالكوبيرايت والبيروهوتيت على طول المنطقة في تشكيل الفرنسيسكان.
في الطرف الشمالي من سييرا نيفادا في مقاطعة بلوماس أنتجت ووكر وإنجلز والمناجم المتفوقة معا أكثر من 140 ألف طن من النحاس. أنتج منجم إنجلز 117 مليون رطل من خام النحاس وكان أكبر منجم للنحاس في ولاية كاليفورنيا.
منجم بن كريك بالقرب من بيشوب في مقاطعة إنيو تنتج بعض النحاس كمنتج ثانوي لتعدين التنجستن.

### كونيتيكت
كونيتيكت هي موطن لأول مناجم النحاس الناجحة من قبل الأوروبيين في ما هو الآن في الولايات المتحدة. وتم اكتشاف طبقة نحاسية في مدينة إيست غرانبي (كونيتيكت) في 1705 وتم استيراد المعادن الألمانية من هانوفر لتخفيض خام المعادن النحاسية. وتم إغلاق المنجم في عام 1725 وكان العقار بمثابة سجن من 1773 إلى 1897.

### مين
تعمل مناجم النحاس في مقاطعة هانكوك بالقرب من بلو هيل وسوليفان من 1877 إلى 1884.
منجم هاربورسايد بالقرب من بروكسفيل منجم النحاس والزنك من التعدين السطحى من 1968 حتي 1972.
أنتج منجم بلاك هوك تحت الأرض بالقرب من بلو هيل النحاس والزنك والرصاص من 1972 إلى 1977.

### ماريلند
عملت مناجم النحاس في ولاية ماريلند من العصر الاستعماري حتى 1850s في ثلاث مناطق التعدين. وكان الأكثر إنتاجية في مقاطعة فريدريك في طبقة من خام كالكوبيرايت في الشيست والحجر الجيري تمتد من نيو لندن إلى ليبرتيتون. وكان المنجم الأكثر إنتاجا هو منجم دوللي هايد ومنطقة أخرى تحتوي على كالكوبيرايت وكالكوسيت وبورنيت في منطقة الفالق الذي يمتد 25 ميلا في لائحة من سكايسفل إلى فينكسبورغ في مقاطعة كارولين. ومنطقة بير هيلز في شمال غرب مقاطعة بالتيمور تحتوي على عروق النحاس في نايس الهورنبلند.

### ميشيغان
أما الأمريكيون الأصليون فقد استخرجوا النحاس من حفر صغيرة في شبه جزيرة كويناو شمال ميشيغان في وقت مبكر من 3000 قبل الميلاد. في العصر الأمريكي بدأت أول مناجم النحاس الناجحه منجم كليف عمليات الاستخراج في عام 1845 وتتبع العديد من الآخرين بسرعة. وأغلق منجم النحاس الرئيسي الأخير في ميشيغان منجم بن وايت في عام 1995 بعد أن طلب دون جدوى الحصول على تصريح لتحويل المنجم تحت الأرض إلى عملية ترشيح في الموقع.

### مينيسوتا
وقد اقترحت شركة التعدين بوليمت منجما كبيرا من النحاس والنيكل من التعدين السطحى في أوريبودي نورثميت في مقاطعة سينت لويس بولاية مينيسوتا. وقد طبقت الشركة مع وزارة الموارد الطبيعية في ولاية مينيسوتا ومع هيئة المهندسين الأمريكية للحصول على التصاريح المطلوبة. الخطط الحالية تدعو المنجم إلى إنتاج 72 مليون جنيه (33 ألف طن) من النحاس سنويا إلى جانب النيكل والكوبالت والبلاتين والبلاديوم والذهب.
وتقوم شركة التعدين فرانكونيا باستكشاف ثلاثة رواسب من البلاتين من النحاس والنيكل في مقاطعتي سانت لويس والبحيرة.

### ميزوري
أنتجت ميزوري كميات صغيرة من النحاس من فرانكلين وماديسون وغيرها من المقاطعات منذ عام 1837. وبدأ منجم للنحاس في عام 1863 بالقرب من كورنوال في مقاطعة ماديسون.
ويتم استرداد النحاس كمنتج ثانوي لتعدين الرصاص في عروق الرصاص في جنوب شرق ميزوري.

### مونتانا

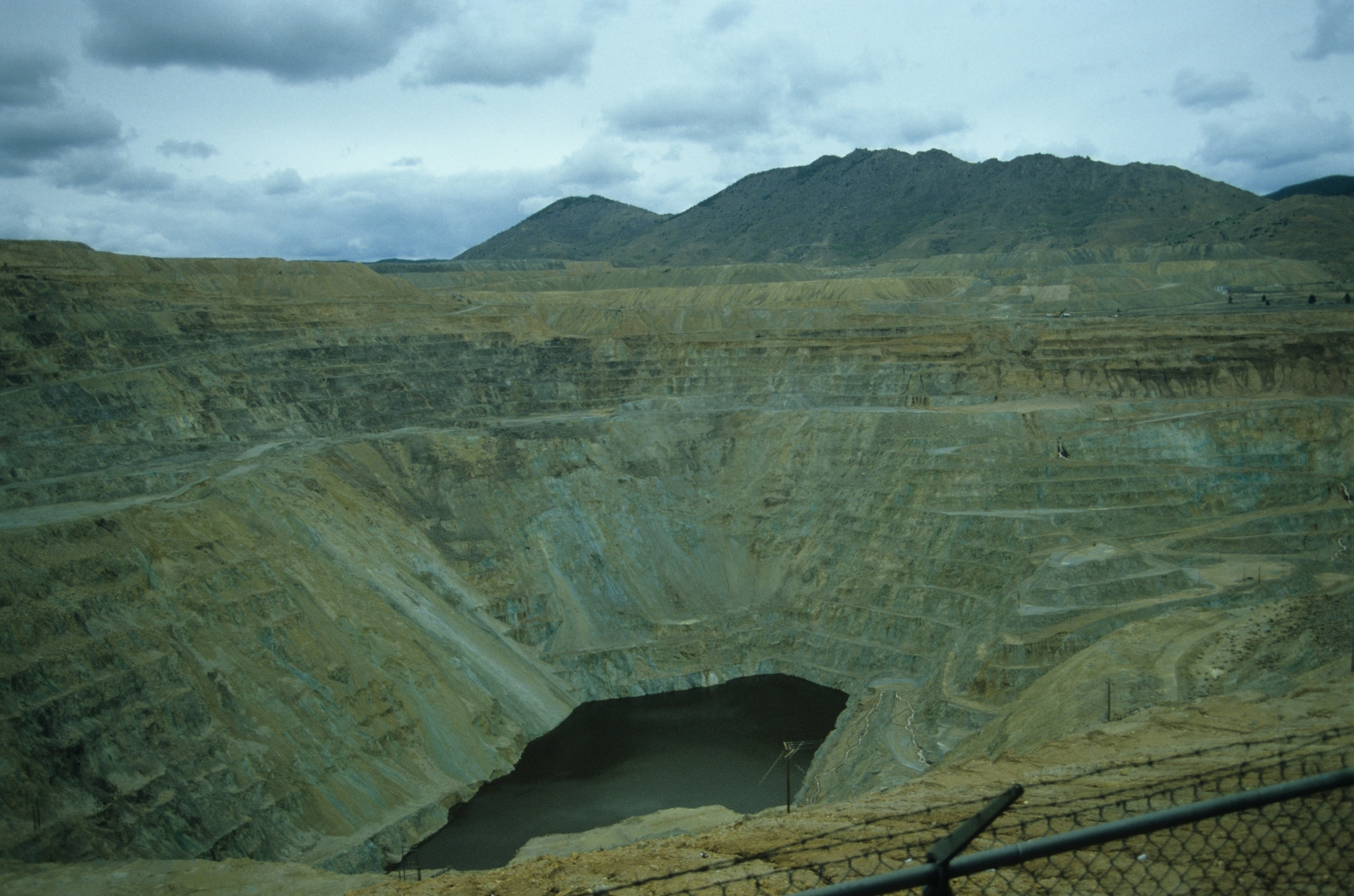
بحيرة بيركلي في مايو 1984.

في عام 2006 كانت مونتانا رابع أكبر دولة منتجة للنحاس في البلاد.
كانت بوتي- مونتانا في وقت من الأوقات أكثر المناطق إنتاجا للنحاس في البلاد. جاء عمال المناجم لأول مرة إلى بوتي في عام 1864 لإزالة الدهب الموجود في الرمل وبدأ التعدين الصلب الفضة الصخرية في عام 1874 ثم تم اكتشاف عروق النحاس الغنية في عام 1882. وتحولت المنطقة بسرعة من الفضة إلى النحاس وبحلول عام 1887 كانت بوت الرائدة في مجال إنتاج النحاس في الولايات المتحدة وكان منجم أناكوندا للنحاس منجم النحاس الأكثر إنتاجا في العالم من 1892 حتى 1903 وبشكل متقطع لسنوات بعد ذلك. بدأ التعدين السطحى في بحيرة بيركلي في عام 1955؛ وبيركلي هي حفرة غير نشطة لسنوات ويستمر ملء المياه الحمضية فيها وخلال عام 1964 أنتجت بوت 7.3 مليون طن من النحاس و 2.2 مليون طن من الزنك و 1.7 مليون طن من المنغنيز و 380 ألف طن من الرصاص و 645 مليون أوقية من الفضة و 2.5 مليون أوقية من الذهب. ومنجم النحاس النشط الوحيد المتبقي في بوتي هو الحفرة القارية والتي تديرها شركة رسورس مونتانا.
بعض النحاس تنتج أيضا من قبل منجم الفضة تروي وحدة في الركن الشمالي الغربي من الولاية واثنين من مناجم البلاتين في مجمع ستيلواتر: منجم ستيلووتر ومشروع شرق بولدر.

### نيفادا

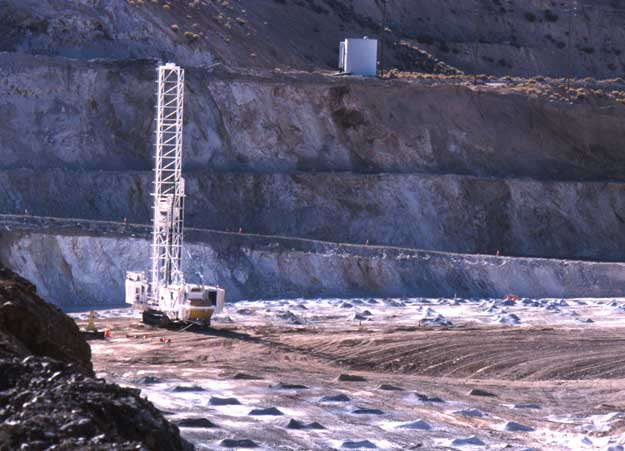
ثقب الانفجار في منجم روبنسون لاستخراج النحاس

أول منطقة تعدين النحاس في ولاية نيفادا كانت في يرينغتون في مقاطعة ليون. وافتتح منجم لودفغ في عام 1865 ولكن المنطقة أنتجت كميات متواضعة فقط من النحاس حتى تم بناء السكك الحديدية إلى المنطقة في عام 1911 ومصهر بنيت في عام 1912 في تومبسون القريبة. أما منجم آناكوندا للنحاس فقد أنتج من التعدين السطحى من عام 1918 إلى عام 1978. أما رواسب النحاس الخام فتتصل بالرواسب البديلة المتحولة في الحجر الجيري. وكان الإنتاج خلال عام 1921 39 ألف طن من النحاس.
أكبر منتج للنحاس في ولاية نيفادا كان في مقاطعة وايت باين. وأظهرت أمريكا الأصلية تمعدن للمنقبين في عام 1867 وبدأت المنطقة بطريقة صغيرة كمنتج لخام الذهب وقد جعلت وصلة السكك الحديدية في عام 1906 من الممكن اقتصاديا البدء في استخراج التعدين السطحى على نطاق واسع من الرواسب النحاسية الكبيرة وأنتج أول نحاس في عام 1908. وقد توقف التعدين في السنوات الأخيرة بسبب انخفاض أسعار النحاس ولكن تم فتح التعدين السطحى في عام 2004 من قبل كوادرا التعدين المحدودة في عام 2007 وأنتج المنجم 121 مليون جنيه (55 ألف طن) من النحاس بالإضافة إلى الموليبدينوم.
أنتج منجم نيومونت فينيكس في مقاطعة لاندر 6.2 مليون جنيه (2800 طن) من النحاس في عام 2007 كمنتج ثانوي لتعدين الذهب.

### نيو جيرسي
كانت نيو جيرسي موقع واحد من المحاولات الأولى لإزالة النحاس في ما هو الآن الولايات المتحدة. تم اكتشاف خام النحاس حوالي 1712 في ما هو الآن شمال أرلينغتون واستخراج منجم شويلر النحاس كخام وشحنه في براميل إلى هولندا وأدى نجاح منجم شويلر إلى مزيد من التنقيب واكتشاف المزيد من الرواسب.
في خمسينيات القرن التاسع عشر حاول المستعمرون إزالة النحاس في منجم باهاكواري للنحاس في مقاطعة وارين. النحاس يوجد كا كالكوسيت وبورنيت وكوفليت وكوبريت ومالاكيت في الكوارتزيت من العصر السيلوري.

### نيو مكسيكو

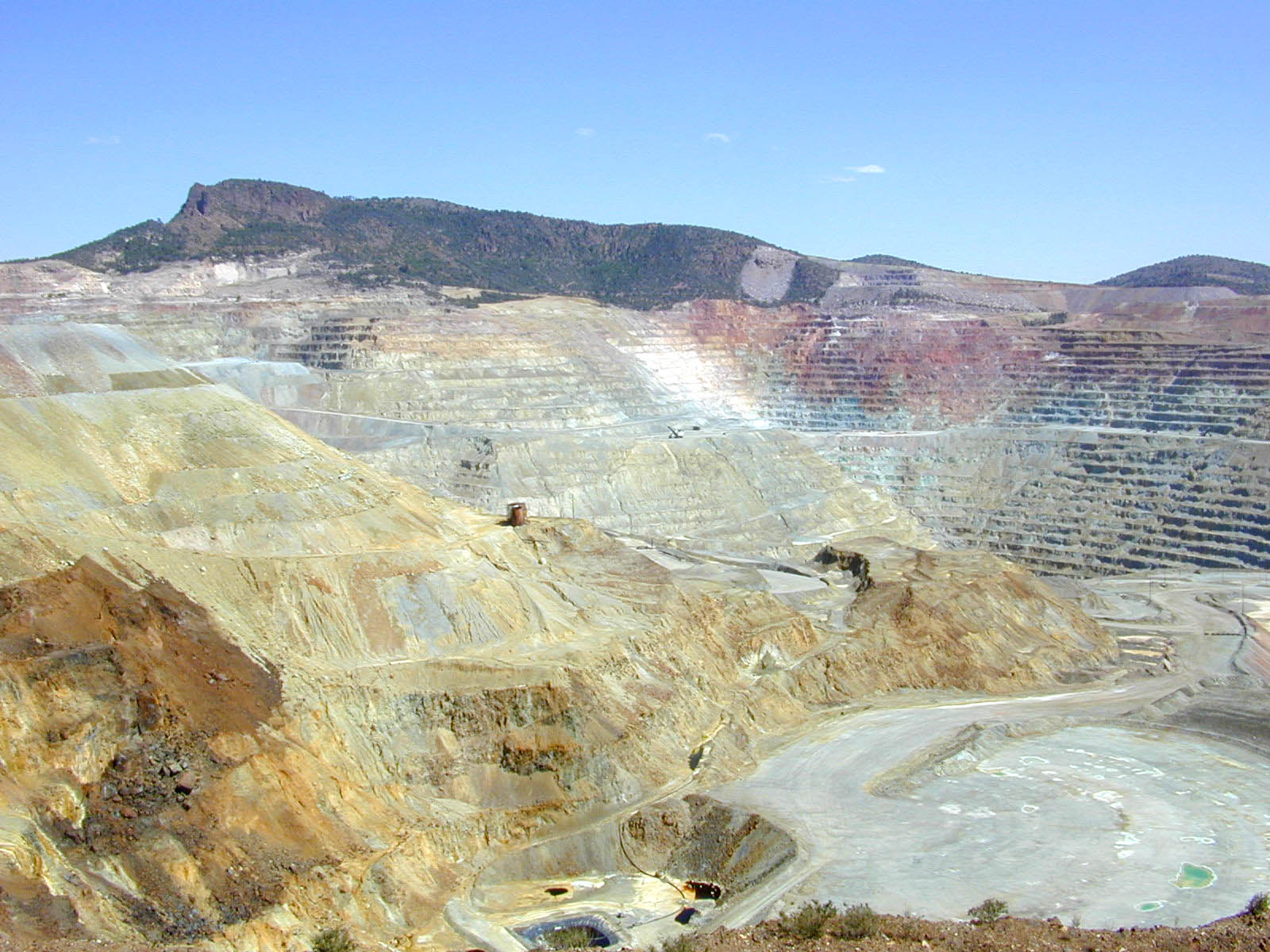
منجم التعدين السطحى اتشينو منجم للنحاس على مقربة من مدينة سيلفر.

كان منجم سانتا ريتا في جنوب غرب نيو مكسيكو أول منجم للنحاس في ما هو الآن غرب الولايات المتحدة. بدأ الاسبان تعدين النحاس هناك حوالي 1800. منطقة لا تزال تنتج النحاس من التعدين السطحى لمنجم تشينو.
وكان الأمريكيون الأصليون قد استخرجوا الفيروز المرتبط بالرواسب النحاسية في تايرون الحالية في مقاطعة غرانت نيو مكسيكو. وتتبع التعدين الحديث اكتشاف الفيروز والنحاس من قبل المنقبين الأمريكيين في عام 1870. وتم شحن أول النحاس من منطقة تايرون في عام 1879.
وقد تم إنتاج بعض النحاس من ثلاثة رواسب في الحجر الرملي من تشكيل شينل العصر الترياسي في جبال ناسيمينتو بالقرب من كوبا نيو مكسيكو. النحاس موجود كا كبريتيدات (كالكوسيت الأكثر شيوعا) والمالاكيت المرتبطة بالمواد العضوية وبعض الفضة الأصلية موجودة أيضا.
تعد نيو مكسيكو حاليا ثالث دولة منتجة للنحاس في البلاد. ويتم إنتاج النحاس من عمليتين كبيرتين من التعدين السطحى للنحاس في مقاطعة غرانت: منجم تشينو ومنجم تايرون. كل من المناجم مملوكة وتشغلها فريبورت-مكموران. وفي عام 2007 أنتجت المناجم 249 مليون جنيه (113 ألف طن) من النحاس فضلا عن 13 ألف أوقية من الذهب و 209 ألف أوقية من الفضة.

### نيويورك
منجم نحاس كان يعمل في قرية كانتون في مقاطعة سانت لورنس في القرن التاسع عشر.

### شمال كارولينا
تم اكتشاف النحاس في مستودع خام في الجزء الشمالي الغربي من الدولة في أوائل 1850s وبدأ التعدين في عام 1855. انتشر الخام في الميكا شيست والنايس وأمفيبول شيست والنايس. وخام المعادن الرئيسي هو كالكوبيرايت والذي يحدث مع البيروتوتيت والبيريت وعمل المنجم حتى عام 1883 ثم عمل بشكل متقطع حتى بدأ التعدين على نطاق واسع في عام 1957 وأغلق المنجم في عام 1962. وكان الإنتاج الكلي 31,000 طن من النحاس و 9,400 أوقية من الذهب، و 145,000 أوقية من الفضة.

### أوكلاهوما
تم استخراج النحاس في كريتا من عام 1965 إلى حوالي عام 1975. النحاس الخام 2٪ إلى 4.5٪ كحبوب استبدال الكالوكسيت في 8 بوصة (20 سم) سميكة من الصخر الزيتي الرمادي في الصخر الزيتي للعصر البرمي. كما حمل الخام بعض الفضة كا شترومايريت.
ويحدث النحاس والفضة في رواسب من الحجر الرملي من النوع الأمامي في الحجر الرملي في ويلينغتون في العصر البرمي في باولي مقاطعة غارفين أوكلاهوما. وحوالي عام 1900 تم شحن عدة حمولات للخام من الرواسب.

### أوريغون
وكانت منطقة تعدين النحاس الرائدة في ولاية أوريغون هي منطقة العزبة في مقاطعة بيكر التي أنتجت 6400 طن من النحاس و 35000 أوقية من الذهب و 256 ألف أوقية من الفضة. وكان أهم منجم لعروق الحديد المتداخله.
وأنتجت مقاطعة جوسيفين 3200 طنا من النحاس وشملت المناجم الكبيرة منجم والدو ومنجم الملكة للبرونز.
وأنتجت منطقة كيتنغ في مقاطعة بيكر 450 طنا من النحاس.

### بنسلفانيا
وفي عام 1724 قام وليام كيث الحاكم الاستعماري لولاية بنسلفانيا بأول محاولة لإستخراج النحاس في ولاية بنسلفانيا. وفشل منجمه في مقاطعة يورك في غضون فترة قصيرة.
وبحلول عام 1732 كان منجم الثغرات في مقاطعة لانكستر مملوكا للمساهمين بما في ذلك غوفيرنور موريس وتوماس بين وأغلق المنجم بسبب مشاكل المياه حوالي 1755. وأعيد فتح المنجم كمنجم للنيكل حوالي عام 1850 وأنتج بعض النحاس الثانوي جنبا إلى جنب مع النيكل حتى أغلق في عام 1893.

### تينيسي

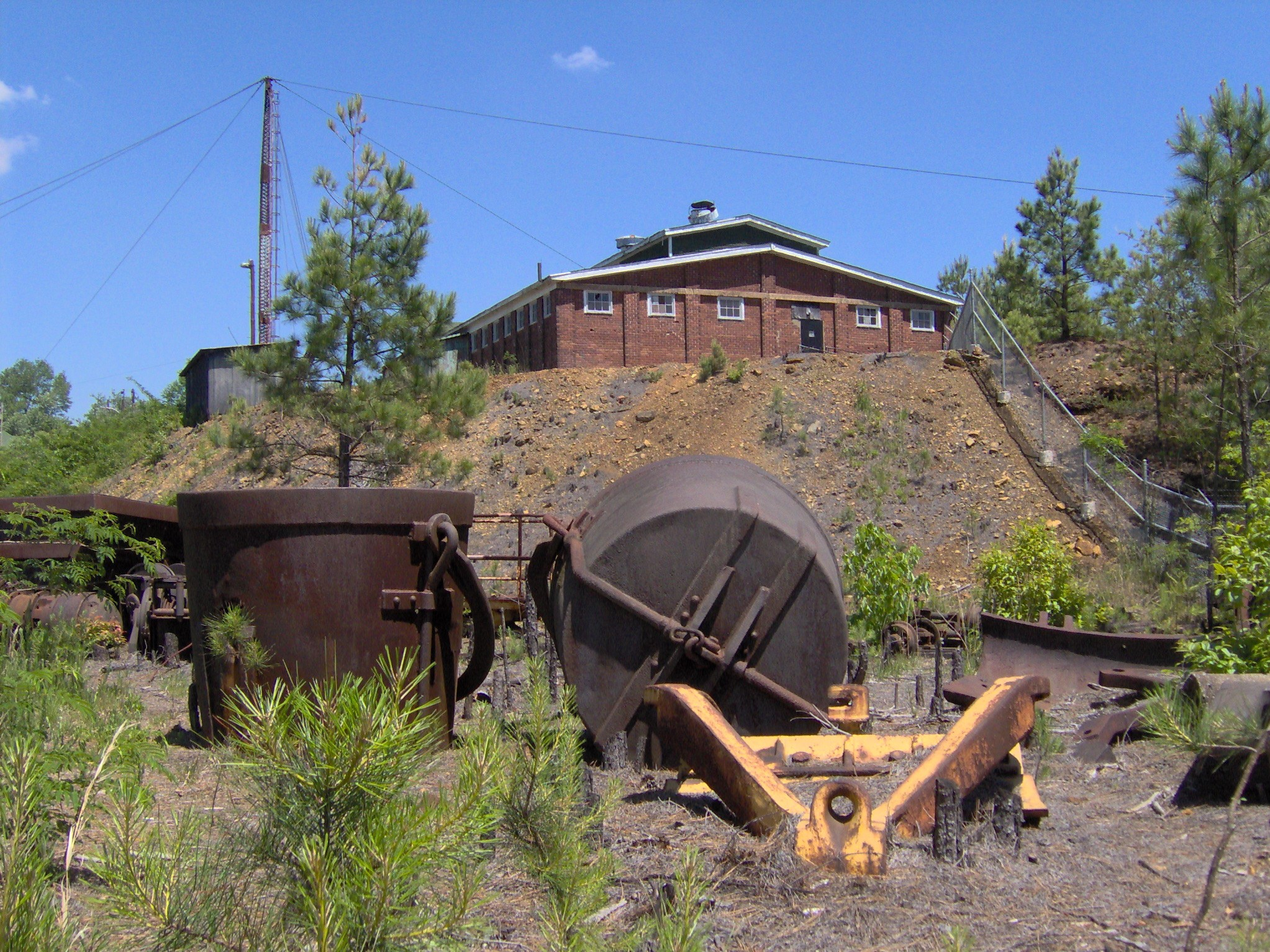
أجزاء آلة التعدين والأدوات المنتشرة حول موقع منجم بورا بورا في تينيسي.

داكتاون كانت مركزا رئيسيا لمنطقة التعدين النحاسي من عام 1847 إلى 1970s. وأنتجت المنطقة أيضا الحديد والكبريت والزنك كمنتجات ثانوية. تم اكتشاف النحاس في عام 1843 من قبل منقب ووجدوا شذرات من النحاس الأصلي وتم نقل أول شحنة من خام النحاس على ظهره في عام 1847. وتم دمج أكثر من 30 شركة تعدين بين 1852 و 1855 لنحاس المناجم في داكتاون وتم تسريع التنمية بواسطة طريق بني في 1853 يربط المنطقة مع كليفلاند (تينيسي) وتم بناء المصهر الأول في منطقة دكتاون في عام 1854. وتوقف التعدين عندما دمرت قوات الاتحاد مصفاة النحاس ومطحنة في كليفلاند (تينيسي) في عام 1863. واستؤنف التعدين في عام 1866 واستمر حتى عام 1878 عندما استنفدت المناجم عالية الجودة خامات النحاس.
وفي عام 1889 اشترت شركة دكتاون للكبريت والنحاس والذهب والحديد ملكيتها وبدأت في إنتاج النحاس والحديد من خامات الكبريتيد العالية التي لم تتمكن الشركات السابقة من العمل بنجاح. وتم معالجة الخامات عن طريق التحميص المفتوح. وأطلقت الطريقة كميات كبيرة من ثاني أكسيد الكبريت مما أدى إلى مقتل الكثير من الغطاء النباتي في المنطقة المجاورة. وتم استبدال التحميص المفتوح بمصهر بيريتيك في عام 1904 وبدأت المصاهر في استعادة معظم الكبريت في شكل حمض الكبريتيك بدلا من إطلاقه في الغلاف الجوي وتم إضافة التعويم الزبدي في 1920s.
أصبح منجم بورا بورا في دكتاون الآن موطنا لمتحف مخصص لتفسير تاريخ تعدين النحاس في المنطقة.

### تكساس
لم تكن ولاية تكساس دولة كبرى في مجال استخراج النحاس حيث تم استخراج كميات صغيرة من النحاس من طبقات العصر البرمي في مقاطعات آرتشر وفورد في شمال وسط ولاية تكساس في 1860s و 1870s. تم إنتاج النحاس في اتصال مع تعدين الفضة في مقاطعة كولبيرسون في غرب تكساس من 1885 إلى 1952.

### يوتا

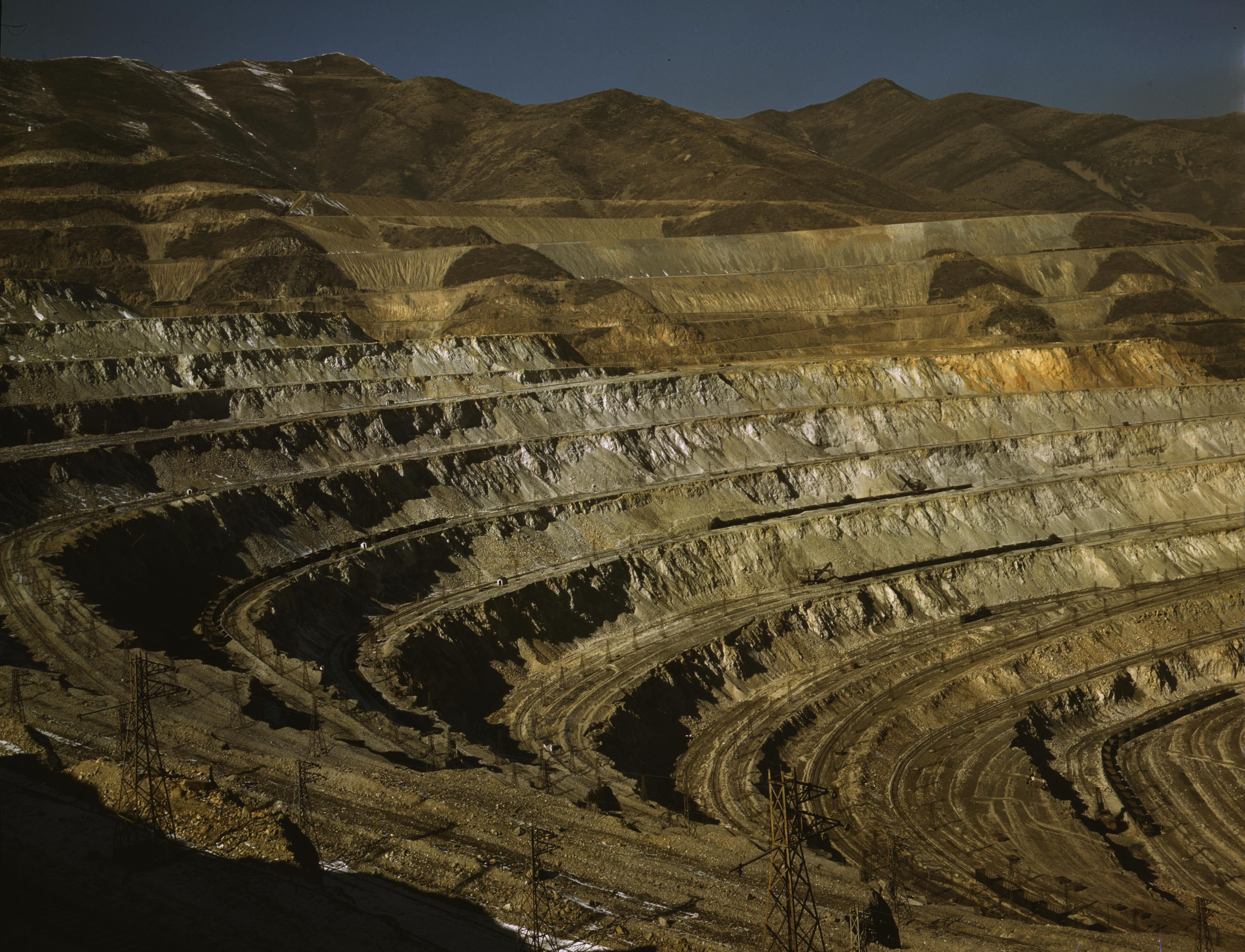
منجم وادى بينغهام في 1942

في عام 2006 كان يوتا المنتج الثاني في البلاد من النحاس.
كان منجم وادى بينغهام جنوب غرب مدينة سولت ليك واحدة من أكبر منتجي النحاس في العالم لأكثر من 100 سنة. المنجم الذي يملكه ويشغله شركة كينكوت يوتا للنحاس (وهي فرع من مجموعة ريو تينتو) وهو تعدين سطحى كبير لعروق النحاس . (منجم وادى بينغهام ومنجم تشوكيكاماتا للنحاس في تشيلي يدعي كل منهما أنه أكبر منجم سطحى في العالم). ولا يزال مصدرا رئيسيا ليس فقط من النحاس ولكن أيضا من الموليبدينوم والذهب والفضة. وبلغت قيمة المعادن المنتجة في عام 2006 وحده 1.8 بليون دولار .

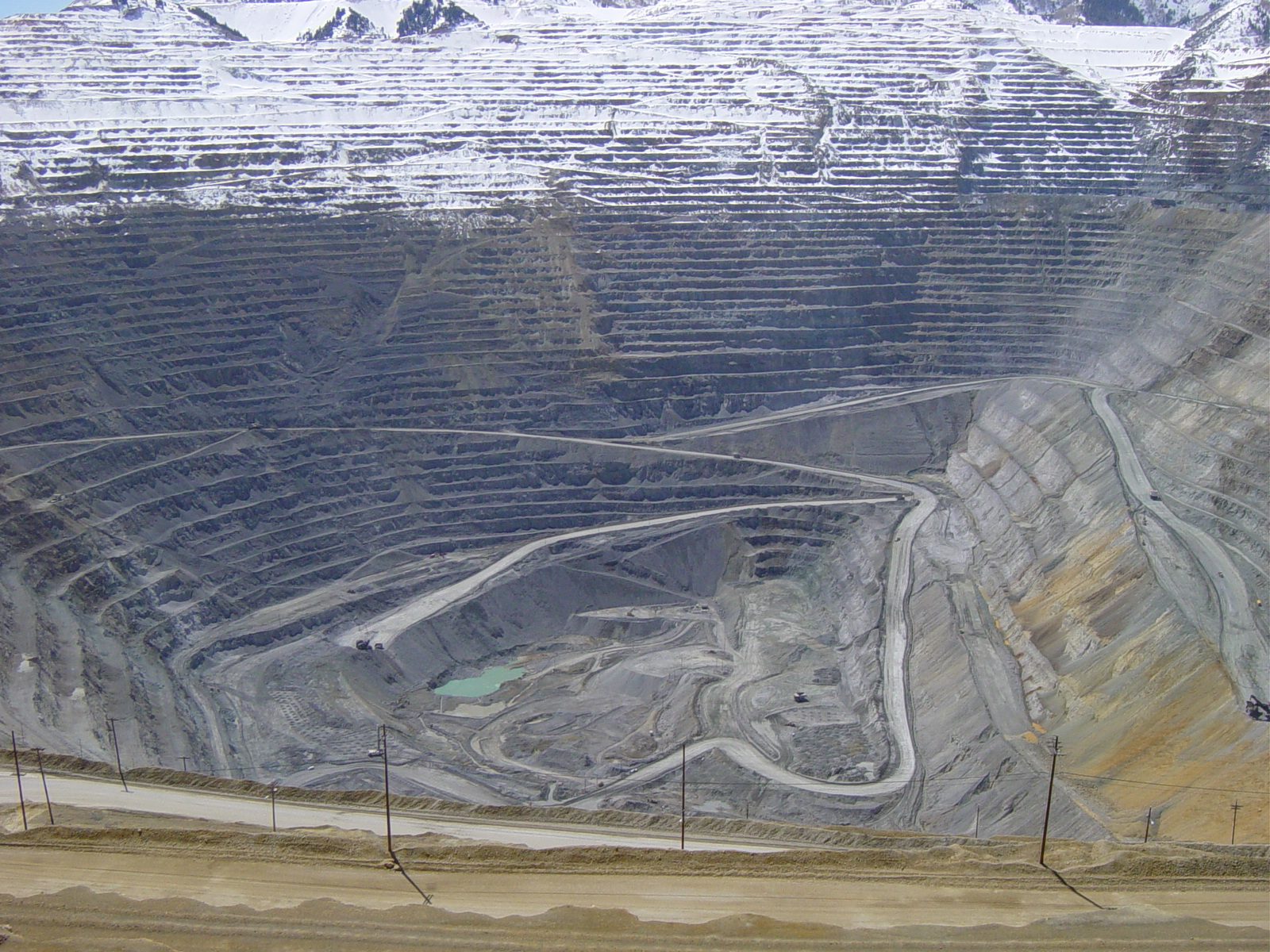
منجم وادى بينغهام جنوب غرب مدينة سولت ليك (يوتا) في عام 2005

بدأ منجم النحاس في وادى لشبونة في مقاطعة سان خوان جنوب غرب ولاية يوتا التعدين في عام 2005 وأول إنتاج للنحاس في عام 2006. ورواسب النحاس كانت في الحجر الرملي من تشكيل داكوتا وتشكيل وادى بورو.ومعدن النحاس الأساسي هو كالكوسيت والتي يعتقد أنها قد أودعت من حلول تصاعدي من خلال خطأ وادي لشبونة. فوق الجدول المائي وتم تأكسد كالكوسيت إلى المالاكيت والأزوريت وتينوريت وكوبريت. في 30 نوفمبر 2007 أعلنت المجموعة أنها ستوقف التعدين في عام 2008 بسبب الانتعاش المنخفض بشكل غير متوقع من النحاس. وستستمر الشركة في استعادة النحاس من خلال ترشيح الركام المؤقتة التي تم استخراجها بالفعل خام طالما هي مربحة.
أعلنت المجموعة إفلاسها رسميا وهي حاليا معسرة ولكن جهود التعدين النحاس استؤنفت في أغسطس 2009 تحت إدارة جديدة بمساعدة التمويل من تجديد كابيتال وهي شركة تابعة ل بارتنير وقد تم إنتاج ما يقرب من 35,000 جنيه من النحاس يوميا منذ إعادة التشغيل. يحدث التعدين السطحى فقط في منطقة متوسطة الاتساع والخامات الأساسية هي الملاكيت والأزوريت والكالسيوم. ويعمل في المنجم نحو 140 شخصا اعتبارا من فبراير 2012.
اشترت شركة «سي إس مينينغ» أصول شركة «يوتا للنحاس» المفلسة أو شركة الملك لتعدين النحاس في عام 2011 وقدمت طلبا للحصول على التصاريح اللازمة لإعادة تشغيل التعدين في مواقع مختلفة كانت تحتفظ بها شركة يوتا الغربية للنحاس. وبعد استلام التصاريح من المتوقع أن تبدأ أنشطة التعدين والطحن في النصف الثاني من عام 2012 مع تجهيز المناجم السطحية ومطاحن التعويم الزبدي بالقرب من ميلفورد. وفي الوقت الذي حصلت فيه على الأصول بلغت الموارد المقاسة والمشار إليها والمستنبطة نحو 600 مليون جنيه من النحاس؛ بالإضافة إلى الذهب والفضة والمغنيتيت.

### فيرمونت
وهناك عدد من مناجم النحاس التي تعمل في مقاطعة أورانج من 1809 إلى 1958. ما لا يقل عن خمسة مناجم للنحاس تعمل على طول حزام 20 ميل طويلة وموجهة NNE-SSW. حتى افتتاح منطقة نحاس ميشيغان في عام 1844، كانت فيرمونت الدولة الرائدة المنتجة للنحاس. وكان خام كالكوبيرايت مع البايرايت والبيروهوتيت في شيست الصخور المضيفة.
تم اكتشاف رواسب اليزابيث في عام 1793 وبدأ التعدين في 1809 كأول منجم للنحاس في الولاية؛ كان أيضا منجم النحاس الأخير للعمل في الدولة عندما أغلق في عام 1958. منجم اليزابيث هو الآن موقع استجابة بيئية شاملة بسبب تصريف المناجم الحمضية.

### فرجينيا
وأنتجت منطقة التعدين في ولاية فرجينيا في هاليفاكس ومقاطعة شارلوت في جنوب فرجينيا حوالي 750 ألف رطل من النحاس من العديد من المناجم. تحدث عروق الكوارتز الحاملة للنحاس في شيست الحجر الأخضر على طول حزام ضيق يمتد على بعد أربعة أميال من شمال غرب كيسفيل في الشمال إلى فيرجينيا على الحدود بين ولاية كارولاينا الشمالية. وأفادت الأنباء أن منجم بارنز قد أنتج بعض النحاس في أوائل القرن الثامن عشر ولكن العصر الإنتاجي الرئيسي للمنطقة كان في أواخر القرن التاسع عشر حتى عام 1917.
وقد تم استخراج منجم تونكراي بالقرب من فلويد للحديد من حوالي 1790-1850. وتم استخراج النحاس من 1854-1855 و1905-1908 و1938-1947.الرواسب هو كبريتيد هائل تتألف أساسا من البيروتيت والماغنيتيت. ومعادن خام النحاس هي كالكوسيت وكوفليت.

### واشنطن

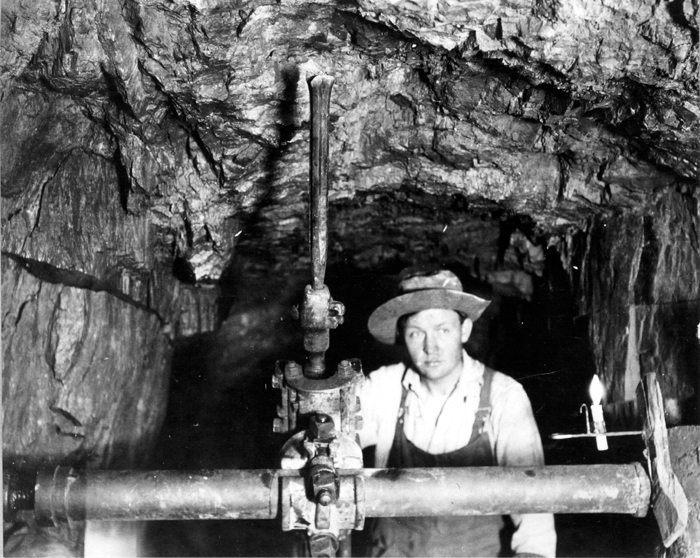
عامل منجم يعمل على الحفر بالهواء المضغوط على ضوء الشموع في منجم النحاس مقاطعة ستيفنز- واشنطن في عام 1909.

وكان منجم توبال قاين في شبه الجزيرة الأولمبية يعمل من 1902 إلى 1906.
عمل منجم هولدن في مقاطعة تشيلان من عام 1938 إلى عام 1957 ويستخدم البلدات الآن كمركز لوثري للتراجع ومفتوح للجمهور. وعملية تنظيف بقايا المنجم القديم مستمرة.
وأنتجت مقاطعة تشويلا في مقاطعة ستيفنز 1,7 مليون أوقية (53 طنا) من الفضة و 000 5 طن متري من النحاس من عروق الكوارتز. والكالكوبيرايت هو خام المعادن الرئيسية. ويتم استضافة الرواسب في مناطق القص في أرجيليت من مجموعة الحزام القبلي في عصر ما قبل الكمبري.

### ويسكونسن
تم اكتشاف النحاس على بعد ميل واحد شمال شرق منرال بوينت في مقاطعة آيوا في جنوب غرب ولاية ويسكونسن في 1837 أو 1838. تم الاستخراج من المنجم حتى عام 1842 ثم بشكل متقطع حتى عام 1875 مما ينتج ما يقدر بنحو 680 طنا من النحاس.
تم اكتشاف النحاس في عام 1843 في ما أصبح يعرف باسم منجم كوبر كريك بالقرب من جبل الاسترليني في مقاطعة كروفورد جنوب غرب ويسكونسن. تم إنتاج حوالي 5500 رطل (2.5 طن) من النحاس من الإيداع بين 1843 و 1852. واكتشف منجم النحاس بلوم كريك أيضا في مقاطعة كروفورد بالقرب من وازيكا في 1850s وتم استخراجها في 1860 و 1861.
كانت مقاطعة دوغلاس في الركن الشمالي الغربي من الولاية محظورة بشكل كبير في القرن التاسع عشر لرواسب النحاس المحلية في صخور كيويناوان على غرار الرواسب التي عثر عليها في صخور كيوانوان في ميشيغان. وقد بدأ عدد من المناجم ولكن لم يثبت أي منها أرباحا .
تم اكتشاف الرواسب النحاسية من منجم فلامبو في عام 1969 على بعد 1.5 ميل جنوب لديسميث في مقاطعة راسك وأنتجت من التعدين السطحى من 1993 إلى 1997 حيث بلغ الإنتاج الكلي 160 ألف طن من النحاس و 3.3 مليون أوقية (100 طن) من الفضة و 330 ألف أوقية (10 أطنان) من الذهب. قام شركة كينكوت باستصلاح الموقع وإعادة تحديده لمواصفات خطة استصلاح معتمدة من قبل الدولة وانتهى في عام 1999. وتواصل إدارة ولاية ويسكونسن للموارد الطبيعية مراقبة الغطاء النباتي والمياه الجوفية على المدى الطويل للتأكد من أن عملية الاستصلاح تمت بنجاح.

### وايومنغ
منطقة غراند إنكامينت في مقاطعة كربون تنتج 24 مليون جنيه من النحاس في فترة ازدهار قصيرة من النشاط من 1899 إلى 1908.
فُتحت مناجم النحاس بالقرب من هارتفيل في مقاطعة غوشين في عام 1882. والمناجم المنتجة حتى حوالي 1899 ومرة أخرى خلال الحرب العالمية الأولى.